# Síntese por modelagem física
Em síntese sonora, Síntese por Modelagem Física refere-se ao método no qual a forma de onda do som a ser gerado é computada utilizando-se um modelo matemático que consiste de um conjunto de equações e algoritmos para simular uma fonte de som física, comumente um instrumento musical. O modelo utiliza leis da física que determinam a produção do som e tipicamente compreenderá diversos parâmetros, alguns dos quais são constantes que descrevem os materiais sonoros e as dimensões do instrumento, enquanto outros são funções no tempo que descrevem a interação do instrumentista com o mesmo, como o pinçamento de uma corda ou a cobertura dos furos de um instrumento de sopro.
A título de exemplo, para modelar o som de uma bateria, haveria uma fórmula para descrever como o ataque à membrana do tímpano injeta energia em uma membrana bidimensional. Subsequentemente, as propriedades da membrana (densidade de massa, rigidez, etc.), seu acoplamento com a ressonância do corpo cilíndrico do tambor e suas condições nas fronteiras (a terminação rígida do corpo do tambor) descreveriam seu movimento através do tempo e, desta maneira, sua geração de som.
Etapas similares de modelagem podem ser encontradas em instrumentos como o violino, apesar de sua energia de excitação ser proveniente da fricção entre arco e corda, a largura do arco, as características de ressonância e amortecimento das cordas, a transferência de vibrações das cordas ao cavalete e, finalmente, a ressonância da placa acústica em resposta a essas vibrações.
Muito embora a Síntese por Modelagem Física não fosse um conceito novo em acústica e síntese, sendo implementada utilizando aproximações de diferenças finitas da equação de onda por Hiller e Ruiz em 1971, foi somente com o desenvolvimento do algoritmo de Karplus-Strong, os subsequentes refinamento e generalização do algoritmo em uma síntese de guia de onda digital extremamente eficiente por Julius O. Smith III e outros e o acréscimo de potência DSP no final da década de 80, que sua implementação comercial tornou-se viável.
A Yamaha assinou um contrato com a Universidade de Stanford em 1989 para desenvolver conjuntamente a síntese de guia de onda digital e, por esta razão, a maioria das patentes relacionadas à tecnologia são propriedade de Stanford ou da Yamaha.
O primeiro sintetizador PM feito utilizando-se síntese de guia de onda disponível comercialmente foi o Yamaha VL1 em 1994.
Enquanto a eficiência da síntese de guia de onda digital viabilizou a modelagem física em hardware DSP comum e processadores nativos, a emulação mais convincente dos instrumentos musicais frequentemente requer a introdução de elementos não-lineares, junções de espalhamento, etc. Nestes casos, guias de onda digitais são frequentemente combinadas com FDTD, elementos finitos ou métodos de filtragem digital de ondas, o que demanda maior poder computacional.
Exemplos de síntese por modelagem física:
- Karplus-Strong string synthesis
- Digital waveguide synthesis
- Formant synthesis

## Instrumentos virtuais
- Tension, Electric, Collision and Corpus included with Ableton Live Suite.
- Native Instrument Reaktor
- Cycling`74 Max/MSP
- Modartt Pianoteq - Pianos
- AAS String Studio - Guitars, basses, harps, clavinets, bowed instruments, percussion
- Arturia BRASS - Trumpet, trombone and saxophone
- Sculpture (part of Logic Studio) - Strings
- Keolab Spicy Guitar - acoustic guitars
- Yamaha S-YXG100 plus VL and S-YXG1000 plus PolyVL (the latter released in Japan only). These were basically software-only equivalents to the hardware (and hardware-assisted software) MIDI synth capabilities of the DS-XG cards / YMF chipsets mentioned in the next section. The PolyVL had eight voice polyphony for the physical modelling, whereas the VL and all of the hardware Yamaha VL synths only had one voice, or two for the original VL-1. Like the DS-XG .VxD drivers required for VL support of the DX-XG chipsets, these would work only on pre-NT kernel versions of Windows (9# and ME), and not on NT, 2000, XP, etc. Yamaha quietly discontinued these years ago.

## Síntetizadores (hardware)
- STR-1 (part of Korg OASYS) - Plucked string
- Korg Prophecy
- Korg Z1
- Korg KARMA (with MOSS chip installed)
- Yamaha VL1, VP1 and VL7
- Yamaha VL70m, PLG-100VL and 150VL (VL70m in the form of a plug-in card that can be installed into any of several Yamaha keyboards, tone modules, and the SW1000XG high-end PC midi sound card), EX5
- Technics WSA1 / WSA1R
- Clavia Nord Modular G2
- Alesis Fusion
- Pianoid
- Roland V-SYNTH / V-SYNTH XT / V-SYNTH GT
- Physis Unico